# Francis Frith
Francis Frith (1822-1898) fue un fotógrafo británico.

## Biografía

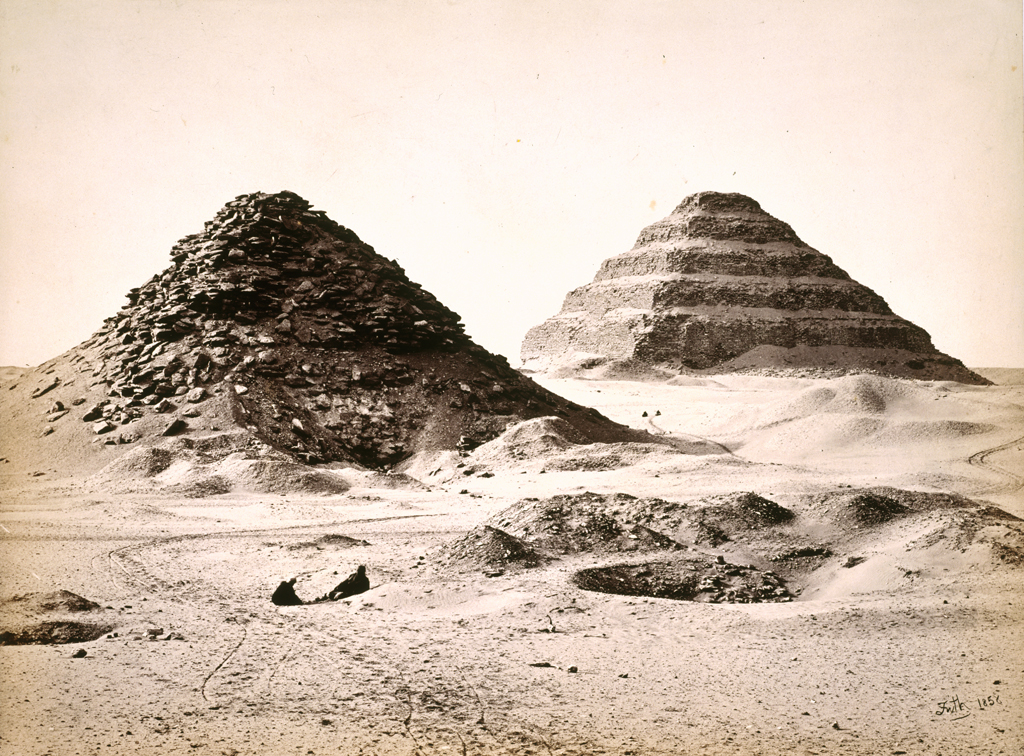
Las pirámides de Sakkarah desde el Noreste, 1858

Nació en Chesterfield (Inglaterra) en 1822. 
Fomenta un interés por la fotografía, convirtiéndose en un miembro fundador de la Sociedad Fotográfica de Liverpool en 1853 y cofundador de la Royal Photographic Society. Vende sus empresas (primeramente una tienda de comestibles y luego una imprenta) en 1855 para dedicarse enteramente a la fotografía.
De 1856 a 1859 Frith hizo expediciones fotográficas a Egipto y Palestina. Su obra aparece en libros publicados por las empresas de Londres James S. Virtud y William Mackenzie entre 1858 y 1865, y publicado por Stereographs Negretti&Zambra en 1862.
En 1860, Frith fundó su propia compañía en Surrey, que produjo y   distribuyó fotografías e imágenes estereoscópicas para la ilustración de libros y discos. La empresa también hizo reportajes fotográficos de viajes internacionales por Italia, Escandinavia, España, Suiza, Japón, China y la India, así como un amplio cuerpo de trabajo en Gran Bretaña a fines del siglo XIX. Fue uno de los primeros productores en masa de fotografías en Inglaterra; F. Frith & Co. cerró en 1960.